# 孟家湾乡
孟家湾乡，是中华人民共和国陕西省榆林市榆阳区下辖的一个乡镇级行政单位。

## 行政区划
孟家湾乡下辖以下地区：
孟家湾村、圪求河村、王家圪堵村、大海则湾村、四道河则村、三道河则村、三滩村、神树湾村、恍忽兔村、马场村、马大滩村、野目盖村、书肯壕村、波直汗村和板城滩村。